# Scherma ai IV Giochi panamericani
I Giochi Panamericani di scherma del 1963 si sono svolti a San Paolo, in Brasile ed hanno visto lo svolgimento di 8 gare, 6 maschili e 2 femminili.

## Podi

### Uomini
| Evento      | Oro | Argento                                                                            | Bronzo                                                                                       |
| Spada       | |                                                                                    |                                                                                              |
| Individuale | Frank Anger                                                                                             | Sergio Vergara                                                                     | Alberto Balestrini                                                                           |
| A squadre   | Stati Uniti James Margolis Gilbert Eisner Lawrence Anastasi Frank Anger James Melcher                   | Brasile Aloysio Borges José Maria Pereira Arthur Ribeiro Carlos Couto              | Argentina Floro Díaz Armesto Omar Vergara Raúl Martínez Alberto Balestrini Guillermo Saucedo |
| Fioretto    | |                                                                                    |                                                                                              |
| Individuale | Guillermo Saucedo                                                                                       | Albert Axelrod                                                                     | Herbert Cohen                                                                                |
| A squadre   | Stati Uniti Albert Axelrod Edwin Richards Herbert Cohen Martin Davis Lawrence Anastasi Anthony Zombolis | Argentina Juan Carlos Báscolo Orlando Nannini Alfredo Hernández Guillermo Saucedo  | Venezuela Nelson Nieves Augusto Gutiérrez Luis Rigoberto Jesús Gruber                        |
| Sciabola    | |                                                                                    |                                                                                              |
| Individuale | Michael D'Asaro                                                                                         | Walter Farber                                                                      | Chaba Pallaghy                                                                               |
| A squadre   | Stati Uniti Michael D'Asaro Walter Farber Harold Mayer Alfonso Morales Chaba Pallaghy Edwin Richards    | Argentina Guillermo Saucedo Juan Carlos Báscolo Julian Velásquez Alfredo Hernández | Cile Roberto Lowy Héctor Bravo Sergio Riveros José Benko                                     |

### Donne
| Evento      | Oro                                                                                | Argento                                                                           | Bronzo                                                                                |
| Fioretto    |                                                                                    |                                                                                   |                                                                                       |
| Individuale | Mireya Rodríguez                                                                   | Harriet King                                                                      | Janice Romary                                                                         |
| A squadre   | Stati Uniti Vivienne Sokol Maxine Mitchell Janice Romary Anne Drungis Tommy Angell | Venezuela Ursula de Gómez Belkis Leal Norma Santini Rosa Navarro Omaira Rodríguez | Argentina Elda Casarino Raquel Arrieta Irma de Antequeda Elsa Irigoyen Esther de Díaz |

## Medagliere
| #      | Nazione     | Oro | Argento | Bronzo | Totale |
| ------ | ----------- | --- | ------- | ------ | ------ |
| 1      | Stati Uniti | 6   | 3       | 3      | 12     |
| 2      | Argentina   | 1   | 2       | 3      | 6      |
| 3      | Cuba        | 1   | 0       | 0      | 1      |
| 4      | Cile        | 0   | 1       | 1      | 2      |
| 4      | Venezuela   | 0   | 1       | 1      | 2      |
| 6      | Brasile     | 0   | 1       | 0      | 2      |
| Totale | Totale      | 8   | 8       | 8      | 24     |